# مانه (نام کوچک)
مانه (ارمنی: Մանե) نام کوچک زنانه رایج در میان ارمنیان می‌باشد. ممکن است به یکی از موارد زیر اشاره داشته باشد:
- مانه تاندیلیان